# Mesa del Parlament de Catalunya
La mesa del Parlament és l'òrgan rector col·legiat del Parlament de Catalunya que representa de manera col·legiada a la cambra a més de gestionar i governar de manera correcta la institució. Està composta per una presidència, dues vicepresidències i quatre secretaries, càrrecs elegits, en votacions separades, pel Ple del Parlament, en el marc de la sessió constitutiva que obre la legislatura.
Les funcions més importants de la mesa són: ordenar el treball parlamentari, interpretar el Reglament i dirigir els serveis del Parlament.
El president o presidenta del Parlament té la representació de la cambra; estableix i manté l'ordre de les discussions i del debat, d'acord amb el Reglament, i vetlla per mantenir l'ordre dins el Parlament. En casos de vacant, absència o impediment, el president o presidenta és substituït pels vicepresidents per ordre consecutiu.
Els secretaris supervisen i autoritzen les actes de les sessions plenàries, de la mesa i de la Junta de Portaveus; assisteixen el president o presidenta durant les sessions per assegurar l'ordre en els debats i la correcció en les votacions, i també hi col·laboren en els treballs de la cambra.

## Composició

### Presidència
Es mostren només els presidents durant la Catalunya autonòmica.
| #  | Legislatura | Diputat/ada            | Diputat/ada                       | Inici de mandat        | Fi de mandat           | Partit polític | Partit polític                                        |
| -- | ----------- | ---------------------- | --------------------------------- | ---------------------- | ---------------------- | -------------- | ----------------------------------------------------- |
| 7  | I           | Heribert Barrera       | Heribert Barrera i Costa          | 10 d'abril de 1980     | 17 de maig de 1984     |                | Esquerra Republicana de Catalunya                     |
| 8  | II          | Miquel Coll i Alentorn | Miquel Coll i Alentorn            | 17 de maig de 1984     | 4 d'abril de 1988      |                | Unió Democràtica de Catalunya                         |
| 9  | III         | Joaquim Xicoy          | Joaquim Xicoy i Bassegoda         | 16 de juny de 1988     | 5 de desembre de 1995  |                | Unió Democràtica de Catalunya                         |
| 9  | IV          | Joaquim Xicoy          | Joaquim Xicoy i Bassegoda         | 16 de juny de 1988     | 5 de desembre de 1995  |                | Unió Democràtica de Catalunya                         |
| 10 | V           | Joan Raventós          | Joan Reventós i Carner            | 5 de desembre de 1995  | 5 de novembre de 1999  |                | Partit dels Socialistes de Catalunya                  |
| 11 | VI          | Joan Rigol             | Joan Rigol i Roig                 | 5 de novembre de 1999  | 5 de desembre de 2003  |                | Unió Democràtica de Catalunya                         |
| 12 | VII         | Ernest Benach          | Ernest Benach i Pascual           | 5 de desembre de 2003  | 16 de desembre de 2010 |                | Esquerra Republicana de Catalunya                     |
| 12 | VIII        | Ernest Benach          | Ernest Benach i Pascual           | 5 de desembre de 2003  | 16 de desembre de 2010 |                | Esquerra Republicana de Catalunya                     |
| 13 | IX          | Núria de Gispert       | Núria de Gispert i Català         | 16 de desembre de 2010 | 26 d'octubre de 2015   |                | Unió Democràtica de Catalunya/Demòcrates de Catalunya |
| 13 | X           | Núria de Gispert       | Núria de Gispert i Català         | 16 de desembre de 2010 | 26 d'octubre de 2015   |                | Unió Democràtica de Catalunya/Demòcrates de Catalunya |
| 14 | XI          | Carme Forcadell        | Carme Forcadell i Lluís           | 26 d'octubre de 2015   | 17 de gener de 2018    |                | Independent                                           |
| 15 | XII         | Roger Torrent          | Roger Torrent i Ramió             | 17 de gener de 2018    | 12 de març de 2021     |                | Esquerra Republicana de Catalunya                     |
| 16 | XIII        | Laura Borràs           | Laura Borràs i Castanyer          | 12 de març de 2021     | 28 de juliol de 2022   |                | Junts per Catalunya                                   |
|    | XIII        | Alba Vergés            | Alba Vergés i Bosch (en funcions) | 28 de juliol de 2022   | 9 de juny 2023         |                | Esquerra Republicana de Catalunya                     |
| 17 | XIII        | Laura Borràs           | Anna Erra i Solà                  | 9 de juny de 2023      | 10 de juny de 2024     |                | Junts per Catalunya                                   |
| 18 | XV          | Josep Rull i Andreu    | Josep Rull i Andreu               | 10 de juny de 2024     | En el càrrec           |                | Junts per Catalunya                                   |

### Vicepresidència primera
| #  | Legislatura | Diputat/ada            | Diputat/ada                  | Inici de mandat        | Fi de mandat           | Partit polític                        | Partit polític                                                        |
| -- | ----------- | ---------------------- | ---------------------------- | ---------------------- | ---------------------- | ------------------------------------- | --------------------------------------------------------------------- |
| 1  | I           | Isidre Molas           | Isidre Molas i Batllori      | 10 d'abril de 1980     | 9 de setembre de 1980  |                                       | Partit dels Socialistes de Catalunya                                  |
| 2  | I           | Concepció Ferrer       | Concepció Ferrer i Casals    | 9 de setembre de 1980  | 20 de març de 1984     |                                       | Unió Democràtica de Catalunya                                         |
| 3  | II          |                        | Arcadi Calzada i Salavedra   | 17 de març de 1984     | 26 de setembre de 1995 | Convergència Democràtica de Catalunya |                                                                       |
| 3  | III         |                        | Arcadi Calzada i Salavedra   | 17 de març de 1984     | 26 de setembre de 1995 | Convergència Democràtica de Catalunya |                                                                       |
| 3  | IV          |                        | Arcadi Calzada i Salavedra   | 17 de març de 1984     | 26 de setembre de 1995 | Convergència Democràtica de Catalunya |                                                                       |
| 4  | V           |                        | Domènec Sesmilo i Rius       | 5 de desembre de 1995  | 24 d'agost de 1999     | Unió Democràtica de Catalunya         |                                                                       |
| 5  | VI          |                        | Higini Clotas i Cierco       | 5 de novembre de 1999  | 5 d'octubre de 2010    |                                       | Partit dels Socialistes de Catalunya                                  |
| 5  | VII         |                        | Higini Clotas i Cierco       | 5 de novembre de 1999  | 5 d'octubre de 2010    |                                       | Partit dels Socialistes de Catalunya                                  |
| 5  | VIII        |                        | Higini Clotas i Cierco       | 5 de novembre de 1999  | 5 d'octubre de 2010    |                                       | Partit dels Socialistes de Catalunya                                  |
| 6  | IX          | Lluís Maria Corominas  | Lluís Maria Corominas i Díaz | 16 de desembre de 2010 | 2 d'octubre de 2012    |                                       | Convergència Democràtica de Catalunya                                 |
| 7  | X           | Anna Simó              | Anna Simó i Castelló         | 17 de desembre de 2012 | 4 d'agost de 2015      |                                       | Esquerra Republicana de Catalunya                                     |
| 8  | XI          | Lluís Maria Corominas  | Lluís Maria Corominas i Díaz | 26 d'octubre de 2015   | 25 de juliol de 2017   |                                       | Convergència Democràtica de Catalunya/Partit Demòcrata Europeu Català |
| 9  | XI          | Lluís Guinó i Subirós  | Lluís Guinó i Subirós        | 25 de juliol de 2017   | 28 d'octubre de 2017   | Partit Demòcrata Europeu Català       |                                                                       |
| 10 | XII         | Josep Costa i Rosselló | Josep Costa i Rosselló       | 17 de gener de 2018    | 12 de març de 2021     |                                       | Independent                                                           |
| 11 | XIII        | Anna Caula i Paretas   | Anna Caula i Paretas         | 12 de març de 2021     | 15 de juny de 2021     |                                       | Esquerra Republicana de Catalunya                                     |
| 12 | XIII        | Alba Vergés i Bosch    | Alba Vergés i Bosch          | 16 de juny de 2021     | 10 de juny de 2024     |                                       | Esquerra Republicana de Catalunya                                     |
| 13 | XV          |                        | Raquel Sans i Guerra         | 10 de juny de 2024     | En el càrrec           |                                       | Esquerra Republicana de Catalunya                                     |

### Vicepresidència segona
| #  | Legislatura           | Diputat/ada                  | Diputat/ada                       | Inici de mandat        | Fi de mandat           | Partit polític | Partit polític                        |
| -- | --------------------- | ---------------------------- | --------------------------------- | ---------------------- | ---------------------- | -------------- | ------------------------------------- |
| 1  | I                     | Concepció Ferrer             | Concepció Ferrer i Casals         | 10 d'abril de 1980     | 9 de setembre de 1980  |                | Unió Democràtica de Catalunya         |
| 2  | I                     | Isidre Molas                 | Isidre Molas i Batllori           | 9 de setembre de 1980  | 4 d'abril de 1988      |                | Partit dels Socialistes de Catalunya  |
| 2  | II                    | Isidre Molas                 | Isidre Molas i Batllori           | 9 de setembre de 1980  | 4 d'abril de 1988      |                | Partit dels Socialistes de Catalunya  |
| 3  | III                   | Antoni Dalmau                | Antoni Dalmau i Ribalta           | 16 de juny de 1988     | 26 de setembre de 1995 |                | Partit dels Socialistes de Catalunya  |
| 3  | IV                    | Antoni Dalmau                | Antoni Dalmau i Ribalta           | 16 de juny de 1988     | 26 de setembre de 1995 |                | Partit dels Socialistes de Catalunya  |
| 4  | V                     |                              | Simó Pujol i Folcrà               | 5 de desembre de 1995  | 24 d'agost de 1999     |                | Partit Popular Català                 |
| 5  | VI                    | Dolors Montserrat            | Dolors Montserrat i Culleré       | 5 de novembre de 1999  | 23 de setembre de 2003 |                | Partit Popular Català                 |
| 6  | VII                   |                              | Ramon Camp i Batalla              | 5 de novembre de 1999  | 23 de setembre de 2008 |                | Convergència Democràtica de Catalunya |
| 6  | VIII                  |                              | Ramon Camp i Batalla              | 5 de novembre de 1999  | 23 de setembre de 2008 |                | Convergència Democràtica de Catalunya |
| 7  | Lluís Maria Corominas | Lluís Maria Corominas i Díaz | 30 de setembre de 2008            | 5 d'octubre de 2010    |                        |                | Convergència Democràtica de Catalunya |
| 8  | IX                    |                              | Higini Clotas i Cierco            | 16 de desembre de 2010 | 27 de setembre de 2012 |                | Partit dels Socialistes de Catalunya  |
| 9  | X                     | Lluís Maria Corominas        | Lluís Maria Corominas i Díaz      | 17 de desembre de 2012 | 4 d'agost de 2015      |                | Convergència Democràtica de Catalunya |
| 10 | XI                    | José María Espejo-Saavedra   | José María Espejo-Saavedra Conesa | 26 octubre de 2015     | 20 de maig de 2019     |                | Ciutadans - Partit de la Ciutadania   |
| 10 | XII                   | José María Espejo-Saavedra   | José María Espejo-Saavedra Conesa | 26 octubre de 2015     | 20 de maig de 2019     |                | Ciutadans - Partit de la Ciutadania   |
| 11 | Joan García González  | Joan García González         | 29 de maig de 2019                | 12 de març de 2021     |                        |                | Ciutadans - Partit de la Ciutadania   |
| 12 | XIII                  | Eva Maria Granados Galiano   | Eva Maria Granados Galiano        | 12 de març de 2021     | 5 d'octubre de 2021    |                | Partit dels Socialistes de Catalunya  |
| 13 | XIII                  | Assumpta Escarp Gibert       | Assumpta Escarp Gibert            | 5 d'octubre de 2021    | 10 de juny de 2024     |                | Partit dels Socialistes de Catalunya  |
| 14 | XV                    | David Pérez i Ibáñez         | David Pérez i Ibáñez              | 5 d'octubre de 2021    | En el càrrec           |                | Partit dels Socialistes de Catalunya  |

### Secretaria primera
| #  | Legislatura | Diputat/ada                    | Diputat/ada                    | Inici de mandat        | Fi de mandat           | Partit polític | Partit polític                        |
| -- | ----------- | ------------------------------ | ------------------------------ | ---------------------- | ---------------------- | -------------- | ------------------------------------- |
| 1  | I           |                                | Ramon Camp i Batalla           | 10 d'abril de 1980     | 16 de juny de 1993     |                | Convergència Democràtica de Catalunya |
| 1  | II          |                                | Ramon Camp i Batalla           | 10 d'abril de 1980     | 16 de juny de 1993     |                | Convergència Democràtica de Catalunya |
| 1  | III         |                                | Ramon Camp i Batalla           | 10 d'abril de 1980     | 16 de juny de 1993     |                | Convergència Democràtica de Catalunya |
| 1  | IV          |                                | Ramon Camp i Batalla           | 10 d'abril de 1980     | 16 de juny de 1993     |                | Convergència Democràtica de Catalunya |
| 2  | IV          |                                | Flora Sanabra i Villarroya     | 16 de juny de 1993     | 26 de setembre de 1995 |                | Convergència Democràtica de Catalunya |
| 3  | V           |                                | Raimon Escudé i Pladellorens   | 5 de desembre de 1995  | 24 d'agost de 1999     |                | Partit dels Socialistes de Catalunya  |
| 4  | VI          | Carme Valls                    | Carme Valls i Llobet           | 5 de novembre de 1999  | 23 de setembre de 2003 |                | Partit dels Socialistes de Catalunya  |
| 5  | VII         |                                | Anna Miranda i Torres          | 5 de desembre de 2003  | 8 de setembre de 2006  |                | Unió Democràtica de Catalunya         |
| 6  | VIII        |                                | Lídia Santos i Arnau           | 17 de novembre de 2006 | 5 d'octubre de 2010    |                | Partit dels Socialistes de Catalunya  |
| 7  | IX          | Jordi Cornet                   | Jordi Cornet i Serra           | 16 de desembre de 2010 | 17 de gener de 2012    |                | Partit Popular Català                 |
| 8  | IX          |                                | Pere Calbó i Roca              | 17 de gener de 2012    | 2 d'octubre de 2012    |                | Partit Popular Català                 |
| 9  | X           | Miquel Iceta                   | Miquel Iceta i Llorens         | 17 de desembre de 2012 | 23 de juliol de 2014   |                | Partit dels Socialistes de Catalunya  |
| 10 | X           | Pere Navarro                   | Pere Navarro i Morera          | 23 de juliol de 2014   | 4 d'agost de 2015      |                | Partit dels Socialistes de Catalunya  |
| 11 | XI          | Anna Simó                      | Anna Simó i Castelló           | 26 d'octubre de 2015   | 28 d'octubre de 2017   |                | Esquerra Republicana de Catalunya     |
| 12 | XII         | Eusebi Campdepadrós i Pucurull | Eusebi Campdepadrós i Pucurull | 17 de gener de 2018    | 12 de març de 2021     |                | Independent                           |
| 13 | XIII        | Ferran Pedret i Santos         | Ferran Pedret i Santos         | 12 de març de 2021     | 10 de juny de 2024     |                | Partit dels Socialistes de Catalunya  |
| 14 | XV          |                                | Glòria Freixa i Vilardell      | 10 de juny de 2024     | En el càrrec           |                | Junts per Catalunya                   |

### Secretaria segona
| #  | Legislatura | Diputat/ada                     | Diputat/ada                     | Inici de mandat        | Fi de mandat           | Partit polític | Partit polític                                        |
| -- | ----------- | ------------------------------- | ------------------------------- | ---------------------- | ---------------------- | -------------- | ----------------------------------------------------- |
| 1  | I           | Felip Lorda                     | Felip Lorda i Alaiz             | 10 d'abril de 1980     | 4 d'abril de 1988      |                | Partit dels Socialistes de Catalunya                  |
| 1  | II          | Felip Lorda                     | Felip Lorda i Alaiz             | 10 d'abril de 1980     | 4 d'abril de 1988      |                | Partit dels Socialistes de Catalunya                  |
| 2  | III         |                                 | Luis Andrés García Sáez         | 16 de juny de 1988     | 9 de gener de 1992     |                | Partit dels Socialistes de Catalunya                  |
| 3  | IV          |                                 | Xavier Guitart i Domènech       | 3 d'abril de 1992      | 26 de setembre de 1995 |                | Partit dels Socialistes de Catalunya                  |
| 4  | V           |                                 | Xavier Bosch i Garcia           | 5 de desembre de 1995  | 22 d'octubre de 1996   |                | Esquerra Republicana de Catalunya                     |
| 5  | V           | Ernest Benach                   | Ernest Benach i Pascual         | 5 de desembre de 1995  | 23 de setembre de 2003 |                | Esquerra Republicana de Catalunya                     |
| 5  | VI          | Ernest Benach                   | Ernest Benach i Pascual         | 5 de desembre de 1995  | 23 de setembre de 2003 |                | Esquerra Republicana de Catalunya                     |
| 6  | VII         | Carme Carretero                 | Carme Carretero i Romay         | 5 de desembre de 2003  | 8 de setembre de 2006  |                | Partit dels Socialistes de Catalunya                  |
| 7  | VIII        | Antoni Castellà                 | Antoni Castellà i Clavé         | 17 de novembre de 2006 | 5 d'octubre de 2010    |                | Unió Democràtica de Catalunya/Demòcrates de Catalunya |
| 8  | IX          | Montserrat Tura                 | Montserrat Tura i Camafreita    | 16 de desembre de 2010 | 2 d'octubre de 2012    |                | Partit dels Socialistes de Catalunya                  |
| 9  | X           |                                 | Pere Calbó i Roca               | 12 de desembre de 2012 | 4 d'agost de 2015      |                | Partit Popular Català                                 |
| 10 | XI          | David Pérez i Ibáñez            | David Pérez i Ibáñez            | 26 d'octubre de 2015   | 12 de març de 2021     |                | Partit dels Socialistes de Catalunya                  |
| 10 | XII         | David Pérez i Ibáñez            | David Pérez i Ibáñez            | 26 d'octubre de 2015   | 12 de març de 2021     |                | Partit dels Socialistes de Catalunya                  |
| 11 | XIII        | Jaume Alonso-Cuevillas i Sayrol | Jaume Alonso-Cuevillas i Sayrol | 12 de març de 2021     | 5 d'abril de 2021      |                | Junts per Catalunya                                   |
| 12 | XIII        | Aurora Madaula i Giménez        | Aurora Madaula i Giménez        | 29 d'abril de 2021     | 10 de juny de 2024     |                | Junts per Catalunya                                   |
| 13 | XV          |                                 | Juli Fernández i Olivares       | 10 de juny de 2024     | En el càrrec           |                | Esquerra Republicana de Catalunya                     |

### Secretaria tercera
| #  | Legislatura | Diputat/ada                | Diputat/ada                 | Inici de mandat        | Fi de mandat          | Partit polític | Partit polític                            |
| -- | ----------- | -------------------------- | --------------------------- | ---------------------- | --------------------- | -------------- | ----------------------------------------- |
| 1  | I           | Ramon Espasa               | Ramon Espasa i Oliver       | 10 d'abril de 1980     | 9 de setembre de 1980 |                | Partit Socialista Unificat de Catalunya   |
| 2  | I           |                            | Enrique Manuel-Rimbau Tomás | 9 de setembre de 1980  | 20 de març de 1984    |                | Independent                               |
| 3  | II          |                            | Flora Sanabra i Villarroya  | 17 de maig de 1984     | 16 de juny de 1993    |                | Convergència Democràtica de Catalunya     |
| 3  | III, IV     |                            | Flora Sanabra i Villarroya  | 17 de maig de 1984     | 16 de juny de 1993    |                | Convergència Democràtica de Catalunya     |
| 3  | IV          |                            | Flora Sanabra i Villarroya  | 17 de maig de 1984     | 16 de juny de 1993    |                | Convergència Democràtica de Catalunya     |
| 4  |             | Enric Castellnou i Alberch | 16 de juny de 1993          | 26 de setembre de 1995 |                       |                | Convergència Democràtica de Catalunya     |
| 5  | V           |                            | Francesc Codina i Castillo  | 5 de desembre de 1995  | 16 de juny de 2000    |                | Convergència Democràtica de Catalunya     |
| 5  | VI          |                            | Francesc Codina i Castillo  | 5 de desembre de 1995  | 16 de juny de 2000    |                | Convergència Democràtica de Catalunya     |
| 6  |             | Esteve Orriols i Sendra    | 16 de juny de 2000          | 23 de setembre de 2003 |                       |                | Convergència Democràtica de Catalunya     |
| 7  | VII         | Rafael Luna                | Rafael Luna i Vives         | 5 de desembre de 2003  | 8 de setembre de 2006 |                | Partit Popular Català                     |
| 8  | VIII        | Jordi Miralles             | Jordi Miralles i Conte      | 17 de novembre de 2006 | 5 d'octubre de 2010   |                | Partit dels i les Comunistes de Catalunya |
| 9  | IX          | Josep Rull                 | Josep Rull i Andreu         | 16 de desembre de 2010 | 4 d'agost de 2015     |                | Convergència Democràtica de Catalunya     |
| 9  | X           | Josep Rull                 | Josep Rull i Andreu         | 16 de desembre de 2010 | 4 d'agost de 2015     |                | Convergència Democràtica de Catalunya     |
| 10 | XI          | Joan Josep Nuet            | Joan Josep Nuet i Pujals    | 26 d'octubre de 2015   | 28 d'octubre de 2017  |                | Comunistes de Catalunya                   |
| 11 | XII         | Joan García González       | Joan García González        | 17 de gener de 2018    | 29 de maig de 2019    |                | Ciutadans - Partit de la Ciutadania       |
| 12 | XII         |                            | Laura Vílchez Sánchez       | 29 de maig de 2019     | 12 de març de 2021    |                | Ciutadans - Partit de la Ciutadania       |
| 13 | XIII        | Pau Juvillà i Ballester    | Pau Juvillà i Ballester     | 12 de març de 2021     | 28 de gener de 2022   |                | Candidatura d'Unitat Popular              |
| 14 | XIII        | Carles Riera i Albert      | Carles Riera i Albert       | 21 de febrer de 2022   | 10 de juny de 2024    |                | Candidatura d'Unitat Popular              |
| 15 | XV          |                            | Rosa Maria Ibarra i Ollé    | 10 de juny de 2024     | En el càrrec          |                | Partit dels Socialistes de Catalunya      |

### Secretaria quarta
| #  | Legislatura | Diputat/ada      | Diputat/ada                    | Inici de mandat        | Fi de mandat           | Partit polític                 | Partit polític                                                        |
| -- | ----------- | ---------------- | ------------------------------ | ---------------------- | ---------------------- | ------------------------------ | --------------------------------------------------------------------- |
| 1  | I           |                  | Enrique Manuel-Rimbau Tomás    | 10 d'abril de 1980     | 9 de setembre de 1980  |                                | Independent                                                           |
| 2  | I           | Ramon Espasa     | Ramon Espasa i Oliver          | 9 de setembre de 1980  | 11 d'octubre de 1983   |                                | Partit Socialista Unificat de Catalunya                               |
| 3  | I           |                  | Marcel Planellas i Aran        | 11 d'octubre de 1983   | 20 de març de 1984     |                                | Partit Socialista Unificat de Catalunya                               |
| 4  | II          |                  | Marçal Casanovas i Guerri      | 17 de maig de 1984     | 4 d'abril de 1988      |                                | Esquerra Republicana de Catalunya                                     |
| 5  | III         |                  | Celestino Andrés Sánchez Ramos | 16 de juny de 1988     | 21 de desembre de 1989 |                                | Partit dels i les Comunistes de Catalunya                             |
| 6  | III         |                  | Rosa Fabián Martínez           | 21 de desembre de 1989 | 21 de gener de 1992    | Iniciativa per Catalunya       |                                                                       |
| 7  | IV          |                  | Xavier Bosch i Garcia          | 3 d'abril de 1992      | 26 de setembre de 1995 |                                | Esquerra Republicana de Catalunya                                     |
| 8  | V           | Imma Mayol       | Imma Mayol i Beltran           | 5 de desembre de 1995  | 16 de juny de 1998     |                                | Iniciativa per Catalunya/Iniciativa per Catalunya Verds               |
| 9  | V           |                  | Roc Fuentes i Navarro          | 16 de juny de 1998     | 24 d'agost de 1999     | Iniciativa per Catalunya Verds |                                                                       |
| 10 | VI          | Isidre Gavín     | Isidre Gavín i Valls           | 5 de novembre de 1999  | 23 de setembre de 2003 |                                | Convergència Democràtica de Catalunya                                 |
| 11 | VII         | Marina Llansana  | Marina Llansana i Rosich       | 5 de desembre de 2003  | 24 de març de 2004     |                                | Esquerra Republicana de Catalunya                                     |
| 12 | VII         |                  | Elisabet Font Montanyà         | 24 de març de 2004     | 8 de setembre de 2006  |                                | Iniciativa per Catalunya Verds                                        |
| 13 | VIII        | Rafael Luna      | Rafael Luna i Vivas            | 17 de novembre de 2006 | 5 d'octubre de 2010    |                                | Partit Popular Català                                                 |
| 14 | IX          | Dolors Batalla   | Dolors Batalla i Nogués        | 16 de desembre de 2010 | 2 d'octubre de 2012    |                                | Convergència Democràtica de Catalunya                                 |
| 15 | X           | David Companyon  | David Companyon i Costa        | 17 de desembre de 2012 | 4 d'agost de 2015      |                                | Partit Obrer Revolucionari/Esquerra Unida i Alternativa               |
| 16 | XI          | Ramona Barrufet  | Ramona Barrufet i Santacana    | 26 d'octubre de 2015   | 28 d'octubre de 2017   |                                | Convergència Democràtica de Catalunya/Partit Demòcrata Europeu Català |
| 17 | XII         | Alba Vergés      | Alba Vergés i Bosch            | 17 de gener de 2018    | 6 de juny de 2018      |                                | Esquerra Republicana de Catalunya                                     |
| 18 | XII         |                  | Adriana Delgado i Herreros     | 6 de juny de 2018      | 26 de novembre de 2019 |                                | Esquerra Republicana de Catalunya                                     |
| 19 | XII         |                  | Rut Ribas i Martí              | 26 de novembre de 2019 | 12 de març de 2021     |                                | Esquerra Republicana de Catalunya                                     |
| 20 | XIII        | Ruben Wagensberg | Ruben Wagensberg Ramon         | 12 de març de 2021     | 10 de juny de 2024     |                                | Esquerra Republicana de Catalunya                                     |
| 21 | XV          |                  | Judith Alcalá González         | 10 de juny de 2024     | En el càrrec           |                                | Partit dels Socialistes de Catalunya                                  |

## Composició per Legislatures

### I Legislatura
| Càrrec                   | Diputat/ada                 | Inici      | Fi         | Partit      |
| ------------------------ | --------------------------- | ---------- | ---------- | ----------- |
| President del Parlament  | Heribert Barrera i Costa    | 10/04/1980 | 20/03/1984 | ERC         |
| Vicepresident/a primer/a | Isidre Molas i Batllori     | 10/04/1980 | 09/09/1980 | PSC         |
|                          | Concepció Ferrer i Casals   | 09/09/1980 | 20/03/1984 | UDC         |
| Vicepresident/a segon/a  | Concepció Ferrer i Casals   | 10/04/1980 | 09/09/1980 | UDC         |
|                          | Isidre Molas i Batllori     | 09/09/1980 | 20/03/1984 | PSC         |
| Secretari primer         | Ramon Camp i Batalla        | 10/04/1980 | 20/03/1984 | CDC         |
| Secretari segon          | Felip Lorda i Alaiz         | 10/04/1980 | 20/03/1984 | PSC         |
| Secretari tercer         | Ramon Espasa i Oliver       | 10/04/1980 | 09/09/1980 | PSUC        |
|                          | Enrique Manuel-Rimbau Tomás | 09/09/1980 | 20/03/1984 | Independent |
| Secretari quart          | Enrique Manuel-Rimbau Tomás | 10/04/1980 | 09/09/1980 | Independent |
|                          | Ramon Espasa i Oliver       | 09/09/1980 | 11/10/1983 | PSUC        |
|                          | Marcel Planellas Aran       | 11/10/1983 | 20/03/1984 | PSUC        |

### II Legislatura
| Càrrec                  | Diputat/ada                | Inici      | Fi         | Partit |
| ----------------------- | -------------------------- | ---------- | ---------- | ------ |
| President del Parlament | Miquel Coll i Alentorn     | 17/05/1984 | 04/04/1988 | UDC    |
| Vicepresident primer    | Arcadi Calzada i Salavedra | 17/05/1984 | 04/04/1988 | CDC    |
| Vicepresident segon     | Isidre Molas i Batllori    | 17/05/1984 | 04/04/1988 | PSC    |
| Secretari primer        | Ramon Camp i Batalla       | 17/05/1984 | 04/04/1988 | CDC    |
| Secretari segon         | Felip Lorda i Alaiz        | 17/05/1984 | 04/04/1988 | PSC    |
| Secretària tercera      | Flora Sanabra i Villarroya | 17/05/1984 | 04/04/1988 | CDC    |
| Secretari quart         | Marçal Casanovas i Guerri  | 17/05/1984 | 04/04/1988 | ERC    |

### III Legislatura
| Càrrec                  | Diputat/ada                    | Inici      | Fi         | Partit |
| ----------------------- | ------------------------------ | ---------- | ---------- | ------ |
| President del Parlament | Joaquim Xicoy i Bassegoda      | 16/06/1988 | 21/01/1992 | UDC    |
| Vicepresident primer    | Arcadi Calzada i Salavedra     | 16/06/1988 | 21/01/1992 | CDC    |
| Vicepresident segon     | Antoni Dalmau i Ribalta        | 16/06/1988 | 21/01/1992 | PSC    |
| Secretari primer        | Ramon Camp i Batalla           | 16/06/1988 | 21/01/1992 | CDC    |
| Secretari segon         | Luis Andrés García Sáez        | 16/06/1988 | 21/01/1992 | PSC    |
| Secretària tercera      | Flora Sanabra i Villarroya     | 16/06/1988 | 21/01/1992 | CDC    |
| Secretari/a quart/a     | Celestino Andrés Sánchez Ramos | 16/06/1988 | 21/12/1989 | PCC    |
|                         | Rosa Fabián Martínez           | 21/12/1989 | 21/01/1992 | IC     |

### IV Legislatura
| Càrrec                  | Diputat/ada                | Inici      | Fi         | Partit |
| ----------------------- | -------------------------- | ---------- | ---------- | ------ |
| President del Parlament | Joaquim Xicoy i Bassegoda  | 03/04/1992 | 26/09/1995 | UDC    |
| Vicepresident primer    | Arcadi Calzada i Salavedra | 03/04/1992 | 26/09/1995 | CDC    |
| Vicepresident segon     | Antoni Dalmau i Ribalta    | 03/04/1992 | 26/09/1995 | PSC    |
| Secretari/a primer/a    | Ramon Camp i Batalla       | 03/04/1992 | 16/06/1993 | CDC    |
|                         | Flora Sanabra i Villarroya | 16/06/1993 | 26/09/1995 | CDC    |
| Secretari segon         | Xavier Guitart i Domènech  | 03/04/1992 | 26/09/1995 | PSC    |
| Secretari/a tercer/a    | Flora Sanabra i Villarroya | 03/04/1992 | 16/06/1993 | CDC    |
|                         | Enric Castellnou i Alberch | 16/06/1993 | 26/09/1995 | CDC    |
| Secretari quart         | Xavier Bosch i Garcia      | 17/05/1984 | 04/04/1988 | ERC    |

### V Legislatura
| Càrrec                  | Diputat/ada                  | Inici      | Fi         | Partit  |
| ----------------------- | ---------------------------- | ---------- | ---------- | ------- |
| President del Parlament | Joan Reventós i Carner       | 05/12/1995 | 24/08/1999 | PSC     |
| Vicepresident primer    | Domènec Sesmilo i Rius       | 05/12/1995 | 24/08/1999 | UDC     |
| Vicepresident segon     | Simó Pujol i Folcrà          | 05/12/1995 | 24/08/1999 | PPC     |
| Secretari primer        | Raimon Escudé i Pladellorens | 05/12/1995 | 24/08/1999 | CDC     |
| Secretari segon         | Xavier Bosch i Garcia        | 05/12/1995 | 22/10/1996 | ERC     |
|                         | Ernest Benach i Pascual      | 22/10/1996 | 24/08/1999 | ERC     |
| Secretari tercer        | Francesc Codina i Castillo   | 05/12/1995 | 24/08/1999 | CDC     |
| Secretari/a quart/a     | Imma Mayol i Beltran         | 05/12/1995 | 16/06/1998 | IC/IC-V |
|                         | Roc Fuentes i Navarro        | 16/06/1998 | 24/08/1999 | IC-V    |

### VI Legislatura
| Càrrec                  | Diputat/ada                 | Inici      | Fi         | Partit |
| ----------------------- | --------------------------- | ---------- | ---------- | ------ |
| President del Parlament | Joan Rigol i Roig           | 05/11/1999 | 23/09/2003 | UDC    |
| Vicepresident primer    | Higini Clotas i Cierco      | 05/11/1999 | 23/09/2003 | PSC    |
| Vicepresidenta segona   | Dolors Montserrat i Culleré | 05/11/1999 | 23/09/2003 | PPC    |
| Secretaria primera      | Carme Valls i Llobet        | 05/11/1999 | 23/09/2003 | PSC    |
| Secretari segon         | Ernest Benach i Pascual     | 05/11/1999 | 23/09/2003 | ERC    |
| Secretari tercer        | Francesc Codina i Castillo  | 05/11/1999 | 16/06/2000 | CDC    |
|                         | Esteve Orriols i Sendra     | 16/06/2000 | 23/09/2003 | CDC    |
| Secretari quart         | Isidre Gavín i Valls        | 05/11/1999 | 23/09/2003 | CDC    |

### VII Legislatura
| Càrrec                  | Diputat/ada              | Inici      | Fi         | Partit |
| ----------------------- | ------------------------ | ---------- | ---------- | ------ |
| President del Parlament | Ernest Benach i Pascual  | 05/12/2003 | 08/09/2006 | ERC    |
| Vicepresident primer    | Higini Clotas i Cierco   | 05/12/2003 | 08/09/2006 | PSC    |
| Vicepresident segon     | Ramon Camp i Batalla     | 05/12/2003 | 08/09/2006 | CDC    |
| Secretaria primera      | Anna Miranda i Torres    | 05/12/2003 | 08/09/2006 | UDC    |
| Secretaria segona       | Carme Carretero i Romay  | 05/12/2003 | 08/09/2006 | PSC    |
| Secretari tercer        | Rafael Luna i Vives      | 05/12/2003 | 08/09/2006 | PPC    |
| Secretaria quarta       | Marina Llansana i Rosich | 05/12/2003 | 24/03/2004 | ERC    |
|                         | Elisabet Font Montanyà   | 24/03/2004 | 08/09/2006 | ICV    |

### VIII Legislatura
| Càrrec                  | Diputat/ada                  | Inici      | Fi         | Partit |
| ----------------------- | ---------------------------- | ---------- | ---------- | ------ |
| President del Parlament | Ernest Benach i Pascual      | 17/11/2006 | 05/10/2010 | ERC    |
| Vicepresident primer    | Higini Clotas i Cierco       | 17/11/2006 | 05/10/2010 | PSC    |
| Vicepresident segon     | Ramon Camp i Batalla         | 17/11/2006 | 23/09/2008 | CDC    |
|                         | Lluís Maria Corominas i Díaz | 30/09/2008 | 05/10/2010 | CDC    |
| Secretaria primera      | Lídia Santos i Arnau         | 17/11/2006 | 05/10/2010 | PSC    |
| Secretari segon         | Antoni Castellà i Clavé      | 17/11/2006 | 05/10/2010 | UDC    |
| Secretari tercer        | Jordi Miralles i Conte       | 17/11/2006 | 05/10/2010 | PCC    |
| Secretari quart         | Rafael Luna i Vives          | 17/11/2006 | 05/10/2010 | PPC    |

### IX Legislatura
| Càrrec                   | Diputat/ada                  | Inici      | Fi         | Partit |
| ------------------------ | ---------------------------- | ---------- | ---------- | ------ |
| Presidenta del Parlament | Núria de Gispert i Català    | 16/12/2010 | 02/10/2012 | UDC    |
| Vicepresident primer     | Lluís Maria Corominas i Díaz | 16/12/2010 | 02/10/2012 | CDC    |
| Vicepresident segon      | Higini Clotas i Cierco       | 16/12/2010 | 02/10/2012 | PSC    |
| Secretari primer         | Jordi Cornet i Serra         | 16/12/2010 | 17/01/2012 | PPC    |
|                          | Pere Calbó i Roca            | 17/01/2012 | 02/10/2012 | PPC    |
| Secretaria segona        | Montserrat Tura i Camafreita | 16/12/2010 | 02/10/2012 | PSC    |
| Secretari tercer         | Josep Rull i Andreu          | 16/12/2010 | 02/10/2012 | CDC    |
| Secretaria quarta        | Dolors Batalla i Nogués      | 16/12/2010 | 02/10/2012 | CDC    |

### X Legislatura
| Càrrec                   | Diputat/ada                  | Inici      | Fi         | Partit |
| ------------------------ | ---------------------------- | ---------- | ---------- | ------ |
| Presidenta del Parlament | Núria de Gispert i Català    | 17/12/2012 | 04/08/2015 | UDC/DC |
| Vicepresidenta primera   | Anna Simó i Castelló         | 17/12/2012 | 04/08/2015 | ERC    |
| Vicepresident segon      | Lluís Maria Corominas i Díaz | 17/12/2012 | 04/08/2015 | CDC    |
| Secretari primer         | Miquel Iceta i Llorens       | 17/12/2012 | 23/07/2014 | PSC    |
|                          | Pere Navarro i Morera        | 23/07/2014 | 04/08/2015 | PSC    |
| Secretari segon          | Pere Calbó i Roca            | 17/12/2012 | 04/08/2015 | PPC    |
| Secretari tercer         | Josep Rull i Andreu          | 17/12/2012 | 04/08/2015 | CDC    |
| Secretari quart          | David Companyon i Costa      | 17/12/2012 | 04/08/2015 | POR    |

### XI Legislatura
| Càrrec                   | Diputat/ada                       | Inici      | Fi         | Partit                  |
| ------------------------ | --------------------------------- | ---------- | ---------- | ----------------------- |
| Presidenta del Parlament | Carme Forcadell i Lluís           | 26/10/2015 | 28/10/2017 | Independent             |
| Vicepresident primer     | Lluís Maria Corominas i Díaz      | 26/10/2015 | 25/07/2017 | CDC/PDeCAT              |
|                          | Lluís Guinó i Subirós             | 25/07/2017 | 28/10/2017 | PDeCAT                  |
| Vicepresident segon      | José María Espejo-Saavedra Conesa | 26/10/2015 | 28/10/2017 | C's                     |
| Secretaria primera       | Anna Simó i Castelló              | 26/10/2015 | 28/10/2017 | ERC                     |
| Secretari segon          | David Pérez i Ibáñez              | 26/10/2015 | 28/10/2017 | PSC                     |
| Secretari tercer         | Joan Josep Nuet i Pujals          | 26/10/2015 | 28/10/2017 | Comunistes de Catalunya |
| Secretaria quarta        | Ramona Barrufet i Santacana       | 26/10/2015 | 25/07/2017 | CDC/PDeCAT              |

### XII Legislatura
| Càrrec                  | Diputat/ada                       | Inici      | Fi         | Partit      |
| ----------------------- | --------------------------------- | ---------- | ---------- | ----------- |
| President del Parlament | Roger Torrent i Ramió             | 17/01/2018 | 12/03/2021 | ERC         |
| Vicepresident primer    | Josep Costa i Rosselló            | 17/01/2018 | 12/03/2021 | Independent |
| Vicepresident segon     | José María Espejo-Saavedra Conesa | 17/01/2018 | 20/05/2019 | C's         |
| Vicepresident segon     | Joan García González              | 29/05/2019 | 12/03/2021 | C's         |
| Secretari primer        | Eusebi Campdepadrós i Pucurull    | 17/01/2018 | 12/03/2021 | Independent |
| Secretari segon         | David Pérez i Ibáñez              | 17/01/2018 | 12/03/2021 | PSC         |
| Secretari tercer        | Joan García González              | 17/01/2018 | 29/05/2019 | C's         |
| Secretari tercer        | Laura Vílchez Sánchez             | 29/05/2019 | 12/03/2021 | C's         |
| Secretària quarta       | Alba Vergés i Bosch               | 17/01/2018 | 06/06/2018 | ERC         |
| Secretària quarta       | Adriana Delgado i Herreros        | 06/06/2018 | 26/11/2019 | ERC         |
| Secretària quarta       | Rut Ribas i Martí                 | 26/11/2019 | 12/03/2021 | ERC         |

### XIV Legislatura
| Càrrec                   | Diputat/ada                       | Inici      | Fi         | Partit |
| ------------------------ | --------------------------------- | ---------- | ---------- | ------ |
| Presidenta del Parlament | Laura Borràs i Castanyer          | 12/03/2021 | 28/07/2022 | Junts  |
| Presidenta del Parlament | Alba Vergés i Bosch (en funcions) | 28/07/2022 | 09/06/2023 | ERC    |
| Presidenta del Parlament | Anna Erra i Solà                  | 09/06/2023 | 10/06/2024 | Junts  |
| Vicepresidenta primera   | Anna Caula i Paretas              | 12/03/2021 | 15/06/2021 | ERC    |
| Vicepresidenta primera   | Alba Vergés i Bosch               | 16/06/2021 | 10/06/2024 | ERC    |
| Vicepresidenta segona    | Eva Maria Granados Galiano        | 12/03/2021 | 5/10/2021  | PSC    |
| Vicepresidenta segona    | Assumpta Escarp Gibert            | 5/10/2021  | 10/06/2024 | PSC    |
| Secretari primer         | Ferran Pedret i Santos            | 12/03/2021 | 10/06/2024 | PSC    |
| Secretari segon          | Jaume Alonso-Cuevillas i Sayrol   | 12/03/2021 | 05/04/2021 | Junts  |
| Secretari segon          | Aurora Madaula i Giménez          | 29/04/2021 | 10/06/2024 | Junts  |
| Secretari tercer         | Pau Juvillà i Ballester           | 12/03/2021 | 28/01/2022 | CUP    |
| Secretari tercer         | Carles Riera i Albert             | 21/02/2022 | 10/06/2024 | CUP    |
| Secretari quart          | Ruben Wagensberg Ramon            | 12/03/2021 | 10/06/2024 | ERC    |

### XV Legislatura
| Càrrec                  | Diputat/ada               | Inici      | Fi           | Partit |
| ----------------------- | ------------------------- | ---------- | ------------ | ------ |
| President del Parlament | Josep Rull i Andreu       | 10/06/2024 | En el càrrec | Junts  |
| Vicepresidenta primera  | Raquel Sans i Guerra      | 10/06/2024 | En el càrrec | ERC    |
| Vicepresident segon     | David Pérez i Ibáñez      | 10/06/2024 | En el càrrec | PSC    |
| Secretària primera      | Glòria Freixa i Vilardell | 10/06/2024 | En el càrrec | Junts  |
| Secretari segon         | Juli Fernàndez i Olivares | 10/06/2024 | En el càrrec | ERC    |
| Secretària tercera      | Rosa Maria Ibarra i Ollé  | 10/06/2024 | En el càrrec | PSC    |
| Secretària quarta       | Judith Alcalá González    | 10/06/2024 | En el càrrec | PSC    |

### Sobre el grup parlamentari que proposa els membres
1. 1 2 3 4 5 6 7 8 9 10 11 12 13 14 15 16 17 18 19 20 21 22 23 24 25 26 27 28 29 30 31 32 33 34 35 36 37 38 39 40 41 42 43 44 45 46 47 48 49 50 51 52 53  A proposta de CiU
2. 1 2 3 4 5 6 7 8 9 10  A proposta de Junts pel Sí
3. 1 2 3 4  a proposta de JuntsxCat
4. 1 2 3 4  a proposta de CC-UCD
5. 1 2 3 4 5 6  a proposta d'ICV-EUiA
6. 1 2  a proposta de CSQP
7. 1 2  A proposta d'IC

### Sobre els relleus a mitja legislatura
1. 1 2  Abandonà la vicepresiència quan fou escollit vocal del Consell General del Poder Judicial
2. 1 2  Abandonà la secretaria quan fou escollit diputat al Congrés dels Diputats. No tornà a ser membre de la Mesa fins a la VII Legislatura, com a vicepresident segon.
3. 1 2  Abandonà la secretaria per esdevenir delegat especial de l'Estat al Consorci de la Zona Franca
4. 1 2  Abandonà el càrrec per esdevenir primer secretari del PSC en substitució de Pere Navarro i Morera, qui el rellevà com a primer secretari de la mesa
5. 1 2  Abandonà la secretaria quan deixà ERC per fundar el PI
6. 1 2  Deixà la secretaria i l'acta de diputat per esdevenir president del Consell de l'Audiovisual de Catalunya
7. 1 2  Fou rellevat quan el PCC trencà la federació amb IC
8. 1 2  Abandonà la secretaria per esdevenir portaveu del grup parlamentari d'ERC
9. 1 2  Abandonà la secretaria per esdevenir Consellera de Salut

### Llegenda
| Partit                              |
| ----------------------------------- |
| CDC / PDeCAT                        |
| Comunistes de Catalunya             |
| C's                                 |
| ERC                                 |
| IC / IC-V / ICV                     |
| PCC                                 |
| POR                                 |
| PPC                                 |
| PSC                                 |
| PSUC                                |
| UDC / DC                            |
| Independent a proposta de JuntsxCat |
| Independent a proposta de JxSí      |
| Independent a proposta de CC-UCD    |